# Corte de Apelaciones de Coyhaique
La Corte de Apelaciones de Coyhaique es el tribunal de alzada chileno que tiene asiento en la ciudad de Coyhaique y cuyo territorio jurisdiccional comprende la Región de Aysén del General Carlos Ibáñez del Campo.
En caso de inhabilidad o impedimento de todos sus integrantes en el cumplimiento de sus funciones jurisdiccionales, este tribunal es subrogado por la Corte de Apelaciones de Puerto Montt.

## Historia
En 1976, como producto del proceso de reordenamiento administrativo iniciado por el Régimen Militar chileno desde su ascenso al poder tras el Golpe de Estado del 11 de septiembre de 1973, la Región de Aysén vivió diversos cambios. Entre ellos se procedió a trasladar la capital regional a Coyhaique desde Puerto Aysén. Con tal fin, la gran mayoría de los organismos públicos cambiaron su ubicación a la nueva capital. 
En este contexto, la Junta Militar dictó el Decreto Ley N° 1.365, de 1 de marzo de 1976, el cual estableció una Corte de Apelaciones con asiento en la comuna de Coyhaique. Esta norma fue publicada en el Diario Oficial de Chile el día 22 del mismo mes y año.
Sin embargo, la designación de los ministros del tribunal recién se materializó el 21 de diciembre de 1987, fecha en la cual se instaló aquella corte.

## Composición
Según el artículo 56 del Código Orgánico de Tribunales (COT), la Corte de Apelaciones de Coyhaique está compuesta por cuatro integrantes llamados ministros, misma cantidad que sus símiles de Iquique, Copiapó, Chillán, Puerto Montt y Punta Arenas. Además de ello, tiene un fiscal judicial (artículo 58 del COT), tres relatores (artículo 59 del COT), y un secretario judicial (artículo 60 del COT).
Al mes de enero de 2024, este tribunal está integrado por las siguientes personas:
- Presidente:
  - Luis Moisés Aedo Mora
- Ministros:
  - Pedro Alejandro Castro Espinoza
  - Natalia Marcela Rencoret Oliva
  - José Ignacio Mora Trujillo
- Fiscal:
  - Gerardo Basilio Rojas Donat
- Secretario:
  - Juan Patricio Silva Pedreros
- Oficial Primero:
  - Gastón Aristo Hernández Leiva

Además de sus integrantes regulares, existen tres abogados integrantes, designados por el Presidente de Chile para suplir en caso de ausencia o impedimento del titular.

## Tribunales bajo su dependencia
La Corte de Apelaciones ejerce sus atribuciones directivas, económicas y correccionales sobre los siguientes tribunales, los cuales se encuentran bajo su dependencia:
- Primer Juzgado de Letras de Coyhaique
- Juzgados de Letras y Garantía de Aysén, Cisnes, Chile Chico y Cochrane.
- Juzgado de Letras del Trabajo de Coyhaique
- Juzgado de Familia de Coyhaique
- Juzgado de Garantía de Coyhaique
- Tribunal de Juicio Oral en lo Penal de Coyhaique

Además, en la Región, tiene asiento el Cuarto Juzgado Militar de Coyhaique, bajo dependencia de la Corte Marcial de Chile.